# Родительский беспредел
«Роди́тельский беспреде́л» (англ. Parental guidance) — комедийный фильм, главные роли которого сыграли Бетт Мидлер и Билли Кристал. Фильм снят киностудией 20th Century Fox. Релиз назначен на 25 декабря 2012 года. Первоначально релиз был назначен на 21 декабря 2012 года, но 20th Century Fox перенесла его на Рождество для того, чтобы вызвать наибольший интерес у аудитории.

## Сюжет
Элис оставляет своих детей на попечение родителей, те рады и счастливы, что теперь смогут проводить с внуками больше времени. Но впоследствии Арти и Диана понимают, что постоянные школьные занятия и жизнь по строгому расписанию — это совсем не то, что нужно детям. Чтобы у них было нормальное детство, Арти и Диана вынуждены прибегнуть к нестандартным методам воспитания и использовать неожиданную тактику.

## В ролях
- Билли Кристал — Арти Декер
- Бетт Мидлер — Диана Декер
- Мариса Томей — Элис
- Том Эверетт Скотт — Фил Симонс
- Бэйли Мэдисон — Харпер Дэкер Симонс
- Маврик Морено — Коди
- Мэдисон Линц — Эшли
- Джошуа Раш — Тёрнер Дэкер Симонс
- Кайл Харрисон Брейткопф — Баркер Дэкер Симонс